# Dulovce
Dulovce este o comună slovacă, aflată în districtul Komárno din regiunea Nitra. Localitatea se află la altitudinea de 135 m deasupra n.m., se întinde pe o suprafață de 12,38 km2 și în 2017 număra 1.727 de locuitori.

## Istoric
Localitatea Dulovce este atestată documentar din 1356.

## Demografie
| An:                | 1994 | 2004   | 2014   | 2024    |
| ------------------ | ---- | ------ | ------ | ------- |
| Număr de persoane: | 1901 | 1859   | 1778   | 1598    |
| Diferență:         |      | −2,20% | −4,35% | −10,12% |

| An:                | 2023 | 2024   |
| ------------------ | ---- | ------ |
| Număr de persoane: | 1620 | 1598   |
| Diferență:         |      | −1,35% |